# ショイリング
ショイリング (ドイツ語: Scheuring) はドイツ連邦共和国バイエルン州オーバーバイエルン行政管区のランツベルク・アム・レヒ郡に属す町村（以下、本項では便宜上「町」と記述する）で、プリットリヒング行政共同体を構成する自治体の一つである。

## 地理
ショイリングはミュンヘン地方に位置する。

### 自治体の構成
この町は、公式には4つの地区 (Ort) からなる。このうち小集落や孤立農場などを除く集落は首邑のショイリングのみである。

## 歴史
ショイリングはバイエルン選帝侯領のミュンヘン会計局およびランツベルク地方裁判所に属した。ショイリングは1130年のバイエルン公ハインリヒ9世の文書に Sciringen または Schyringen として初めて記録されている。しかし、これよりも古い定住の証拠が遺されている。集落の南西、ヴェスターホルツに丘陵墓群がある。これらは紀元前750年から450年のハルシュタット期にこの地で入植が行われたことを示している。1904年の発掘では、当時の陶器製の鉢、武器、馬具などが見つかっている。
ルートヴィヒ敬虔王の治世下でショイリング周辺の地域は、ヴェルフェン家の所領となった。1169年にこの所領はホーエンシュタウフェン家に移された。1386年にこの地域はシュテファン3世とヨハン2世の所有となったが、1387年に十分の一税徴税権はシェフトラルン修道院に寄贈された。
ハルテンベルクやリヒテンベルクといった集落も豊かな歴史を有している。集落名にちなんで名付けられた戦闘や、城砦あるいは選帝侯の城館があった。

### 人口推移
- 1970年 1,115人
- 1987年 1,277人
- 2000年 1,742人

連邦統計局によれば、2005年12月31日の人口は1,815人、2005年12月31日の人口は1,890人であった。

## 行政
町長はコンラート・マイステルルである。

### 紋章
図柄: 雲形の分割線で緑地と金地に斜め二分割。それぞれ反対側の地色で十字が描かれている。

## 引用
1. ↑  https://www.statistikdaten.bayern.de/genesis/online?operation=result&code=12411-003r&leerzeilen=false&language=de Genesis-Online-Datenbank des Bayerischen Landesamtes für Statistik Tabelle 12411-003r Fortschreibung des Bevölkerungsstandes: Gemeinden, Stichtag (Einwohnerzahlen auf Grundlage des Zensus 2011)
2. ↑  Bayerische Landesbibliothek Online